# (510) Mabella
(510) Mabella – planetoida z pasa głównego asteroid okrążająca Słońce w ciągu 4 lat i 80 dni w średniej odległości 2,61 j.a. Została odkryta 20 maja 1903 roku w Landessternwarte Heidelberg-Königstuhl w Heidelbergu przez Raymonda Dugana. Nazwa planetoidy pochodzi od Mabel Loomis Todd, żony amerykańskiego astronoma Davida Pecka Todda. Przed nadaniem nazwy planetoida nosiła oznaczenie tymczasowe (510) 1903 LT.